# 栃木県農業大学校
栃木県農業大学校 （とちぎけんのうぎょうだいがっこう）は、栃木県宇都宮市にある県立農業大学校。
卒業生には「専門士（農業専門課程）」の称号が付与されるほか、人事院規則では2年制短期大学卒相当と見做されます。また、卒業見込者は、４年制大学の３年次への編入学の受験資格が得られます。

## 概要
1905年（明治38年）、芳賀町下延生に創設された「下延生農業補習学校」を起源にもち、2020年に創立115年を迎えた。
日本初の「いちご学科」
栃木県のイチゴ収穫量は2023年度2万4600トンで、56年連続全国1位。栃木の代表品種といえばかつては「とちおとめ」だったが、2019年秋に初出荷された新品種「とちあいか」が近年の主力品種となっている。今後も「いちご王国とちぎ」を担う優れたいちご農家経営者を養成するため、2021年度にいちご学科が新設された。

## 沿革
- 1905年（明治38年） - 芳賀町下延生に「下延生農業補習学校」を創設
- 1915年（大正4年） - 農事試験場に「農業練習部」が設置される。
- 1938年（昭和13年） - 「下延生農業補習学校」が上野原農学校、上野原農学寮を経て宇都宮市清原に移転「清原農学寮」となる。
- 1949年（昭和24年） - 「農業練習部」が農会技術員養成所、農業技術員養成所を経て「農業講習所」となる。
- 1965年（昭和40年） - 「農業講習所」が「農業短期大学校」と改称
- 1966年（昭和41年） - 「清原農学寮」他４施設が統合し、「農業教育センター」が発足
- 1977年（昭和52年） - 「農業短期大学校」と「農業教育センター」が合併し、新「農業短期大学校」となる
- 1985年（昭和60年） - 「農業大学校」発足
- 1995年（平成7年） - 農業改良助長法の改正に伴い、単位制が導入される。
- 1999年（平成11年） - 農学部は4科を2科、6コース制に改め、研修部は生涯学習科、農業機械科の2科に改めた。
- 2005年（平成17年） - 栃木農業大学校創立100周年を迎える。
- 2007年（平成19年） - 研修部に就農準備校「とちぎ農業未来塾」開設
- 2010年（平成22年） - 専修学校となる。
- 2011年（平成23年） -  農学部本科を本科とし、本科を３学科に改組
- 2021年（令和3年）4月 - 本科を農業総合学科と畜産学科から成る農業生産学部に改組、農業経営学部を新設して日本初となる「いちご学科」開設

## 教育目標
1. 農業及び農家生活の実際に対応できる実践的な技術能力を向上させる。
2. 専門化した高度な農業経営が営める経営管理能力を向上させる。
3. 農業・農村に求められる多様な役割を担える指導力を向上させる。
4. 新しい技術を創造し、社会の進歩に対応できる創造応用能力を向上させる。
5. 協力して郷土を守り育てる組織活動能力を向上させる。
6. 地域社会の中核として必要な判断企画能力を向上させる。

## 設置学科

### 2021年4月〜
- 農業経営学部
  - いちご学科
- 農業生産学部
  - 農業総合学科
    - 作物専攻、露地野菜専攻
    - 施設野菜専攻、花き専攻、果樹専攻

  - 畜産学科
- 研修科

### 〜2021年3月
農学部 (本科)
- 総合農学科
  - 作物コース
  - 畜産コース
  - 農産科学コース
- 園芸学科
  - 花きコース
  - 果樹コース
  - 野菜コース

農学部 (研究科)
- 研究科
  - 作物コース
  - 園芸コース
  - 畜産コース
  - 食品科学コース

研修部
- 生涯学習科
- 農業機械科

## 取得できる資格
- 全学科共通
  - 農業機械士
  - 大型特殊(農耕車）免許
  - けん引(農耕車)免許
- 畜産経営学科
  - 家畜人工授精師
- 資格取得教養講座
  - 毒物劇物取扱責任者（一般・農業用品目）
  - 危険物取扱者(乙種第４類・丙種）
  - 日本語ワープロ検定(日検２級～４級）
  - 文書デザイン検定(日検２級～３級）
  - 情報処理技能検定(日検３級～４級）
  - 簿記（日商簿記検定３～４級）
- 校外受講の斡旋
  - フォークリフト運転技能
  - アーク・ガス溶接技能

## 施設・設備
- 畜産教育施設「ドリーム牛舎」（平成30年3月に整備）

## 所在地
- 栃木県宇都宮市上籠谷町1145-1

車利用
- JR東日本宇都宮駅東口から30分
- 宇都宮上三川ICから20分
- 真岡ICから15分

バス利用（関東バス）
- JR宇都宮駅西口14番のりば 益子駅行 真岡営業所行（橋場経由のみ） 農大前下車

LRT利用
- 清陵高校前停留所より徒歩20分